# Кресент-Веллі (Невада)
Кресент-Веллі (англ. Crescent Valley) — переписна місцевість (CDP) в США, в окрузі Еврика штату Невада. Населення — 512 особи (2020).

## Географія
Кресент-Веллі розташований за координатами 40°25′11″ пн. ш. 116°34′31″ зх. д. / 40.41972° пн. ш. 116.57528° зх. д. (40.419777, -116.575315).  За даними Бюро перепису населення США в 2010 році переписна місцевість мала площу 5,78 км², уся площа — суходіл.

## Демографія
Згідно з переписом 2010 року, у переписній місцевості мешкали 392 особи в 185 домогосподарствах у складі 93 родин. Густота населення становила 68 осіб/км².  Було 237 помешкань (41/км²).
Расовий склад населення:
| - 90,1 % — білих - 2,8 % — корінних американців - 1,5 % — азіатів - 2,6 % — осіб інших рас |

До двох чи більше рас належало 3,1 %. Частка іспаномовних становила 9,9 % від усіх жителів.
За віковим діапазоном населення розподілялося таким чином: 18,9 % — особи молодші 18 років, 66,0 % — особи у віці 18—64 років, 15,1 % — особи у віці 65 років та старші. Медіана віку мешканця становила 46,3 року. На 100 осіб жіночої статі у переписній місцевості припадало 126,6 чоловіків;  на 100 жінок у віці від 18 років та старших — 127,1 чоловіків також старших 18 років.
Середній дохід на одне домашнє господарство  становив 88 032 долари США (медіана — 93 250), а середній дохід на одну сім'ю — 98 357 доларів (медіана — 105 568). За межею бідності перебувало 1,4 % осіб, у тому числі 0,0 % дітей у віці до 18 років та 0,0 % осіб у віці 65 років та старших.
Цивільне працевлаштоване населення становило 167 осіб. Основні галузі зайнятості: сільське господарство, лісництво, риболовля — 46,1 %, будівництво — 31,7 %, транспорт — 7,2 %, мистецтво, розваги та відпочинок — 7,2 %.